# Epulo
Epulo R.A. Townsend & Huisman, 2004  é o nome botânico  de um gênero de algas vermelhas pluricelulares da família Hapalidiaceae, subfamília Austrolithoideae.
- São algas marinhas encontradas na Austrália.

## Espécies
Atualmente 1 espécie é considerada taxonomicamente válida:
- Epulo multipedes R.A. Townsend & Huisman, 2004